# Doratogonus
Doratogonus là một chi côn trùng nhiều chân trong họ Spirostreptidae. Chúng khá lớn, chiều dài đạt 80–200 milimét (3–8 in), khá phổ biến và phân bố khắp Nam châu Phi. Nhiều loài trong chi này được đưa vào sách đỏ IUCN do sự phá hủy môi trường sống.

## Các loài
| Loài                        | Người mô tả | Năm  | Tên thông dụng              | Tình trạng IUCN | Phân bố                                         |
| --------------------------- | ----------- | ---- | --------------------------- | --------------- | ----------------------------------------------- |
| Doratogonus annulipes       | Carl        | 1917 |                             | [ 2 ]           | Nam Phi, Lesotho                                |
| Doratogonus avius           | Hamer       | 2000 | solitary black millipede    | [ 3 ]           | Nam Phi (KwaZulu-Natal)                         |
| Doratogonus barbatus        | Hamer       | 2000 | bearded black millipede     | [ 4 ]           | Nam Phi (Limpopo, Mpumalanga)                   |
| Doratogonus bilobatus       | (Schubart)  | 1966 |                             | [ 5 ]           | Nam Phi (KwaZulu-Natal, Mpumalanga)             |
| Doratogonus castaneus       | (Attems)    | 1928 |                             | [ 6 ]           | Nam Phi, Eswatini                               |
| Doratogonus circulus        | (Attems)    | 1914 |                             | [ 7 ]           | Nam Phi (Eastern Cape)                          |
| Doratogonus cristulatus     | (Porat)     | 1872 |                             | [ 8 ]           | Nam Phi (KwaZulu-Natal)                         |
| Doratogonus falcatus        | (Attems)    | 1928 |                             | [ 9 ]           | Nam Phi (KwaZulu-Natal)                         |
| Doratogonus flavifilis      | (Peters)    | 1855 |                             | [ 10 ]          | Nam Phi, Mozambique                             |
| Doratogonus furculifer      | (Lawrence)  | 1965 | Badplaas black millipede    | [ 11 ]          | Nam Phi (Mpumalanga)                            |
| Doratogonus herberti        | Hamer       | 2000 | Herbert's black millipede   | [ 12 ]          | Nam Phi (Limpopo)                               |
| Doratogonus hoffmani        | Hamer       | 2000 | Hoffman's black millipede   | [ 13 ]          | Nam Phi (KwaZulu-Natal)                         |
| Doratogonus infragilis      | Hamer       | 2000 | strong black millipede      | [ 14 ]          | Nam Phi (KwaZulu-Natal)                         |
| Doratogonus krausi          | (Lawrence)  | 1965 |                             | [ 15 ]          | Nam Phi (Free State, KwaZulu-Natal, Mpumalanga) |
| Doratogonus levigatus       | (Attems)    | 1928 |                             | [ 16 ]          | Nam Phi (Gauteng, North West)                   |
| Doratogonus liberatus       | Hamer       | 2000 |                             | [ 17 ]          | Nam Phi (Free State)                            |
| Doratogonus major           | (Lawrence)  | 1965 | major black millipede       | [ 18 ]          | Nam Phi (KwaZulu-Natal)                         |
| Doratogonus meridionalis    | Hamer       | 2000 | southern black millipede    | [ 19 ]          | Nam Phi (KwaZulu-Natal)                         |
| Doratogonus minor           | Hamer       | 2000 | minor black millipede       | [ 20 ]          | Nam Phi (KwaZulu-Natal)                         |
| Doratogonus montanus        | Hamer       | 2000 |                             | [ 21 ]          | Nam Phi (KwaZulu-Natal)                         |
| Doratogonus natalensis      | Hamer       | 2000 | Natal black millipede       | [ 22 ]          | Nam Phi (KwaZulu-Natal)                         |
| Doratogonus praealtus       | Hamer       | 2000 |                             | [ 23 ]          | Nam Phi, Eswatini                               |
| Doratogonus precarius       | Hamer       | 2000 | precarious black millipede  | [ 24 ]          | Nam Phi (KwaZulu-Natal, Mpumalanga)             |
| Doratogonus rubipodus       | Hamer       | 2000 | ruby-legged black millipede | [ 25 ]          | Nam Phi (KwaZulu-Natal)                         |
| Doratogonus rugifrons       | (Attems)    | 1922 |                             | [ 26 ]          | Nam Phi, Botswana, Namibia, Zimbabwe            |
| Doratogonus septentrionalis | Hamer       | 2000 | northern black millipede    | [ 27 ]          | Nam Phi (KwaZulu-Natal)                         |
| Doratogonus stephensi       | Hamer       | 2000 |                             | [ 28 ]          | Nam Phi, Botswana, Zimbabwe                     |
| Doratogonus subpartitus     | (Karsch)    | 1881 |                             | [ 29 ]          | Nam Phi (Gauteng)                               |
| Doratogonus transvaalensis  | (Schubart)  | 1966 |                             | [ 30 ]          | Nam Phi (Limpopo)                               |
| Doratogonus xanthopus       | (Attems)    | 1928 |                             | [ 31 ]          | Nam Phi (Eastern Cape, KwaZulu-Natal)           |
| Doratogonus zuluensis       | Hamer       | 2000 | Zululand black millipede    | [ 32 ]          | Nam Phi (KwaZulu-Natal)                         |